# 利手

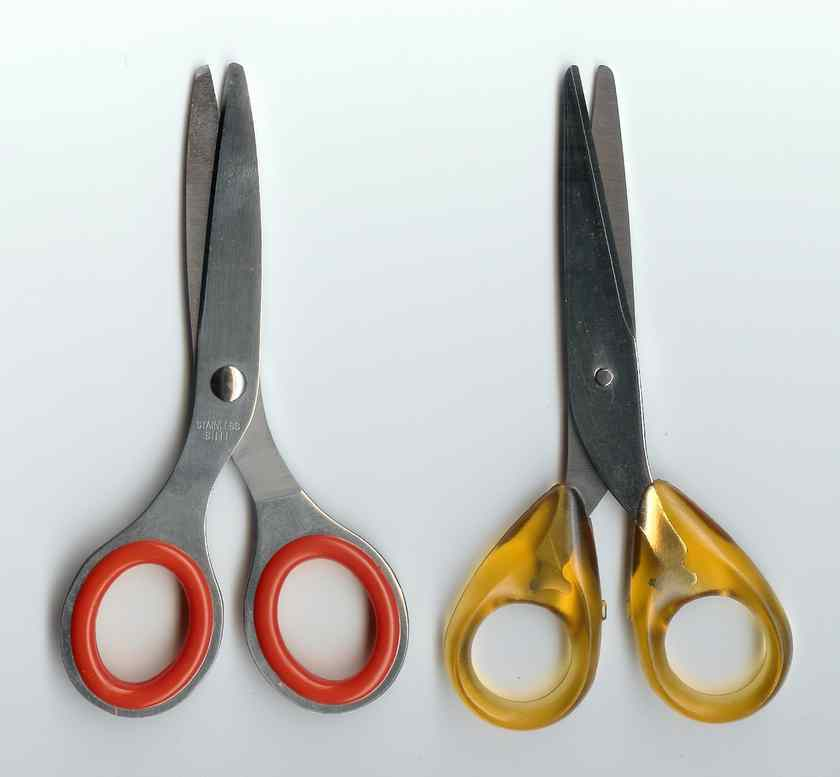
左利手（左）和右利手（右）的人使用的剪刀

利手是人類習慣所使用的手，某些人更習慣使用右手，稱為右利手，某些人習慣使用左手，称为左利手，而能靈活的運用雙手的稱為兩手同利。撇，有負面之意，英語裏的「左」一詞源自盎格魯·撒克遜語裏的詞匯「Lyft」，意指「疲弱」，而拉丁語的「右」則是「dexter」——表示技能和正直。故口語中的右撇子是詞語的誤用。 
而在其他動物中，也有此現象，在動物行為2018年1月的期刊上有篇研究專門探討貓咪的慣用掌，公貓明顯的習慣用左掌，母貓則喜歡使用右掌。
另外狗則是左右各15%，剩下的70%則沒有明顯偏好，鸚鵡在嗑瓜子也會慣用一側的爪子，北極熊大部分會用左前掌狩獵，龍蝦的爪子也是不對稱的，有一個慣用爪跟一個策略爪，慣用爪用於攻擊，策略爪用於聲東擊西。
在其他動物也有一樣的情形，根據研究指出在社會程度越高的動物，慣用手的程度會越明顯，出現這種優勢的原因可能是對於生物演化有優勢，例如：有慣用爪的鸚鵡剝瓜子比較快，另一種優勢原因則是向異性求偶展現優勢。演化最明顯的動物則是招潮蟹，有著一大一小的螯。

## 人數
根据2013年美國《醫藥日報》的统计，左撇子目前占全球人口的10%。
邁克爾·巴斯利曾经對這個問題曾作過深入的研究。在他所著的《左撇子》一書中，他説：“在這10－30%的比率中，雖然該有個較準確的數字。不過，沒有一項統計數字是全球一致公認為可接受的。我們也許可以説，在一個教育普及的開明民主社會裏，左撇子的數目約佔人口14－15%左右。”
格利亞在《國際百科全書》指出，全球約有16%的人口是擅長使用左手的。即使僅是15%或16%，這便意味到全球約3億人是左撇子。左右共利者所占的比例更是少之又少。

## 成因
對於左撇子的成因，研究人員還沒得出一致的結論，左右利手的決定機轉目前還是眾說紛紜，但是這跟基因和環境的共同作用有關，重要因素可能是遺傳。左撇子與右撇子在基因上沒有特別大的區別，主要差別只在於兩者的左右腦能力。
英國倫敦大學的心理學和醫學教育教授-克里斯‧麥克馬納斯在接受美國科學雜誌《科學美國人》採訪時指出：「慣用左手的人不比慣用右手的人智商高，事實上，左撇子在患誦讀困難或者言語障礙上的比例要稍微高一些，這是由於大腦結構的不同使然。左撇子使用右腦更多，而右撇子使用左腦更多。」
左撇子母親生下左撇子小孩的機率，比右撇子母親高兩倍，但若雙親都是右撇子，而且雙方家族也都是右撇子的情況下也可能誕下左撇子小孩。科學考究發現，即使雙親皆為左撇子，誕下左撇子小孩的機率 也只有一半，遺傳訊息完全相同的同卵雙胞胎和遺傳訊息只有50%相同的異卵雙胞胎的左撇子發生率幾乎相同。同卵雙胞胎亦可能有不同的慣用手。有左利手的父母有較高的機會生出左利手小孩，即使最高機率僅約為1/5。根據上述結果，光用遺傳法則並無法解釋慣用手的決定機轉。
除了遺傳說，一些科學家提出更多的假說來解釋慣用手的形成，如天生、胎兒期的姿勢、受產時狀況、受產後的日常生活影響、社會環境和教育的影響等等的說法都有。

## 左右利手的腦部
關於腦部構造，70%的左撇子腦部構造是和右撇子相同的。科學家對左撇子和右撇子的腦部研究結果發現其功能運作模式略有差異，97－99%右撇子的語言中樞位於大腦左半球；而左撇子則分三種類型。一是和右撇子一樣，語言中樞位於左半球（約佔70%）；二是語言中樞位於右半球（約佔15%）；三是左右兩半球都有語言中樞（約佔15%）。
有研究人員指出左撇子可進行更複雜的推理，其大腦能增加他們的創意力，以不一般的方式來處理言語、空間和情感。研究人員指這也是左撇子在諾貝爾獎得獎者、作家、建築師、藝術家、數學家、音樂家中的比例較高的原因之一。達文西、牛頓、拿破崙等歷史名人都是左撇子。
另一方面，生存的環境使得左撇子需尋求較佳的解決方案，這使得他們承擔更大的心理壓力。
19世紀法國神經外科醫生保羅·布洛卡曾倡導一項理論，認為就腦部機能運用方面而言，左撇子其實是慣用右手的人的鏡子對稱影像而已。
其他人把這項理論進一步引申，認為此項理論亦能應用在身體結構方面。因此他們以為左撇子的心臟理應位於他身體的右邊。解剖學很快便推翻這種推論。然而，大腦的模式或組織與人慣運用左手還是右手的確有密切的關係。神經外科醫生現正就有關課題進行更廣泛研究。
人腦的每一邊均稱為大腦半球。自19世紀以來，人們明白到各大腦半球專責不同任務。若干研究認為，大部分人的左大腦半球支配語言、數字、邏輯以及其他分析性功能。至於右大腦半球看來卻偏重藝術等活動。不過，慣用左手的人在處理訊息和使用兩個大腦半球方面則與一般人不盡相同。
在一對一的格鬥或某些運動項目（如棒球、擊劍等）上，由於左利手數量較少，慣用右手的一般人不易習慣，因此在競技時有一定的優勢。但在團體性的運動如足球，左利手並沒有特別突出。
動物界也有慣用手的分別，但其左、右撇子比例近乎相同，只有人類以右撇子佔大多數，這是自然界中的特例。

## 延伸閱讀
- Chris McManus 著， 王惟芬 譯，《右手、左手：探索不對稱的起源》， 商周出版，2005年，ISBN 9786263183773